# Ftizeologie
Ftizeologie je nauka o prevenci, diagnóze a léčení plicní tuberkulózy (TBC), což je infekční onemocnění způsobené patogenními bakteriemi Mycobacterium tuberculosis. Ftizeologie je obvykle řazena pod lékařský obor pneumologie. Z pohledu českého lékařství je Ftizeologie nástavbovým lékařským oborem.

## Další informace
Českou profesní organizací ftizeologie je Česká pneumologická a ftizeologická společnost (ČPFS).